# Phật lịch
Phật lịch là loại lịch của Phật giáo, được sử dụng tại Đông Nam Á đại lục, tại các quốc gia như Campuchia, Lào, Thái Lan, Myanmar, Việt Nam, Sri Lanka trong một vài dạng có liên quan. Nó là loại âm dương lịch với các tháng được gán so le là 29 và 30 ngày, với ngày nhuận và tháng 30 ngày bổ sung thêm vào ở các khoảng có chu kỳ. Tất cả các dạng của Phật lịch đều dựa trên Surya Siddhanta nguyên bản có từ thế kỷ 3 TCN, chứ không phải dạng hiện đại của nó cả hai dạng đều được sử dụng trong các loại lịch Ấn giáo khác nhau.

## Hệ thống nhuận
Hệ thống nhuận âm-dương của lịch này nói chung thêm vào 7 tháng nhuận (adhikamasa) trong chu kỳ 19 năm và 11 ngày nhuận (adhikavara) trong chu kỳ 57 năm, nhưng đây chỉ là hướng dẫn gần đúng cho các kết quả từ tính toán thực tế. Độ dài trung bình của một năm là 365,25875 ngày tính theo một mahayuga gồm 4,32 triệu năm, được đơn giản hóa thành 292.207 ngày cho mỗi 800 năm bằng cách khử thừa số chung 5.400 (=4.320.000/800) từ tổng số ngày và năm. Độ dài một năm trung bình như thế dài hơn một chút so với độ dài hiện nay của năm thiên văn (365,25636042 ngày trong kỷ nguyên J2000) và dài hơn đáng kể so với độ dài hiện nay của năm chí tuyến trung bình (365,242190419 ngày trong kỷ nguyên J2000). Phiên bản Hindu bổ sung (hoặc loại bỏ) các tháng và ngày nhuận ngay khi các công thức thiên văn đòi hỏi, trong khi các phiên bản Đông Nam Á lại trì hoãn sự bổ sung này. Phiên bản Thái Lan/Lào/Campuchia không cho phép ngày nhuận được cho vào các năm có tháng nhuận, trong khi các phiên bản Myanma/Sri Lanka lại cho phép ngày nhuận chỉ thêm vào trong các năm có tháng nhuận. Vì thế có 4 kiểu năm âm-dương lịch; chứa 354, 355, 384 hoặc 385 ngày. Mặc dù các chu kỳ nhuận ngụ ý năm chí tuyến, nhưng năm thiên văn được sử dụng trong thực tế làm cho các 'chu kỳ' dần dần dịch chuyển trong suốt chiều dài lịch sử.

## Cách tính năm và kỷ nguyên
Trong tất cả các truyền thống Phật giáo Nguyên thủy, kỷ nguyên của lịch nghĩa là năm 0 là ngày mà Đức Phật nhập Niết Bàn. Tuy nhiên, các truyền thống lại không thống nhất về ngày đó thực sự diễn ra lúc nào. Trong truyền thống Phật giáo Miến Điện, đó là ngày 13 tháng 5 năm 544 TCN (Thứ ba, ngày trăng tròn của Kason 148 Anjanasakaraj). Nhưng tại Thái Lan, ngày đó là 11 tháng 3 năm 545 TCN, ngày mà lịch âm dương Thái Lan hiện nay sử dụng như ngày bắt đầu kỷ nguyên. Vì một lý do nào đó, lịch Thái đã cố định sự cách biệt giữa kỷ nguyên Phật lịch của họ và Công nguyên là 543, cho nên năm mang tính kỷ nguyên bắt đầu của Phật lịch theo Thái Lan là năm 544 TCN, không phải 545 TCN như tại vài quốc gia khác. Tại Miến Điện (Myanmar), sự cách biệt giữa kỷ nguyên Phật lịch và Công nguyên có thể là 543 hoặc 544 cho những ngày trong Công nguyên, và 544 hoặc 543 cho những ngày Trước Công Nguyên, tùy thuộc vào các tháng của kỷ nguyên Phật giáo (như lịch Phật giáo nằm giữa lịch Gregorian hiện từ tháng tư đến tháng 4 năm sau). Do đó, ngày Phật đản năm 2015 theo Thái Lan, Lào là thuộc năm 2558 PL, trong khi tại vài quốc gia khác lại là thuộc năm 2559.
| Năm Phật lịch | tương ứng năm dương lịch        | tương ứng năm dương lịch (Thái Lan) |
| ------------- | ------------------------------- | ----------------------------------- |
| 0             | 544–543 TCN (trước Công Nguyên) |                                     |
| 1             | 543–542 TCN                     |                                     |
| 543           | 1 TCN – 1 CN (Công nguyên)      |                                     |
| 544           | 1–2 CN                          | 1–2 CN                              |
| 2483          | 1940–1941                       | 1940 (Tháng 4–Tháng 12)             |
| 2484          | 1941–1942                       | 1941                                |
| 2556          | 2013–2014                       | 2013                                |

## Tên gọi các tháng
Tên gọi các tháng là chữ Phạn (ngoại trừ trong lịch Myanma cũ):
Caitra, Vaisakha, Jyestha, Ashadha, Sravan, Bhadrapada,
Asvina, Karttika, Margasirsha, Pausha, Magha, Phalguna.
Các tên gọi cho tháng trong lịch Myanma cũ là:
Tagu, Kason, Nayon, Waso, Wagaung, Tawthalin,
Thadingyut, Tarzaungmon, Natdaw, Pyadho, Tabodwe, Tabaung.
Các năm thường có các tháng với số ngày là 29 và 30, xếp xen kẽ nhau với ngày nhuận sẽ được thêm vào tháng Jyestha (Nayon) làm cho nó có 30 ngày. Tháng nhuận thu được bằng cách tính tháng Ashadha (Waso) hai lần. Mỗi tháng có nửa trăng tròn dần dài 15 ngày và nửa trăng khuyết dần dài 14 hoặc 15 ngày.

## Tên gọi Myanma cho các tháng
| Năm thường  | Năm thường | Năm nhuận     | Năm nhuận |
| ----------- | ---------- | ------------- | --------- |
| Tagu        | 29 ngày    |               | 29 ngày   |
| Kason       | 30 ngày    |               | 30 ngày   |
| Nayon       | 29 ngày    |               | 30 ngày   |
| Waso        | 30 ngày    | Waso thứ nhất | 30 ngày   |
|             |            | Waso thứ hai  | 30 ngày   |
| Wagaung     | 29 ngày    |               | 29 ngày   |
| Tawthalin   | 30 ngày    |               | 30 ngày   |
| Thadingyut  | 29 ngày    |               | 29 ngày   |
| Tarzaungmon | 30 ngày    |               | 30 ngày   |
| Natdaw      | 29 ngày    |               | 29 ngày   |
| Pyadho      | 30 ngày    |               | 30 ngày   |
| Tabodwe     | 29 ngày    |               | 29 ngày   |
| Tabaung     | 30 ngày    |               | 30 ngày   |
| 12 tháng    | 354 ngày   | 13 tháng      | 385 ngày  |

Các tháng Kason, Nayon, Waso thứ nhất, Waso thứ hai khi có 30 ngày thì được gọi là "bốn tháng chẵn liên tục" trong năm với tháng nhuận.
Năm được đánh số trùng với năm thiên văn chứa 12 cung hoàng đạo (rasi) sao cho nó có thể bắt đầu vào ngày bất kỳ từ ngày 6 tháng Caitra (Tagu) tới ngày 5 tháng Vaisakha (Kason), nghĩa là phần còn lại của tháng sẽ nằm trong năm cận kề. Vì thế một năm được đánh số cụ thể nào đó có thể mất vài ngày của tháng trong khi năm cận kề có cùng một bộ ngày tháng ở cả hai đầu (bắt đầu và kết thúc) của nó.
Bốn kỷ nguyên đã /được sử dụng: Anchansakarat (từ ngày 10 tháng 3 năm 691 TCN) (ít sử dụng), Buddhasakarat/Phutthasakarat  (Kỷ nguyên Phật, 11 tháng 3 năm 545 TCN) (BE–AD bằng 544 được sử dụng phổ biến, nhưng BE–AD hiện nay bằng 543 tại Thái Lan, bắt đầu sau tháng Tư trước năm 1940, sau đó được bắt đầu từ ngày 1 tháng 1), Mahasakarat (17 tháng 3 năm 78) (tương tự như kỷ nguyên Saka tại Ấn Độ, được sử dụng tại Thái Lan cho tới giữa thế kỷ 13, tiêu chuẩn tại Campuchia), và Chulasakarat (từ ngày 22 tháng 3 năm 638) (được chấp nhận tại Thái Lan từ giữa thế kỷ 13, tiêu chuẩn tại Myanma). Tất cả các năm đều là các năm đã trôi qua/đã kết thúc/đầy đủ, vì thế năm kỷ nguyên là năm 0, không phải năm 1, do năm đầy đủ vẫn chưa trôi qua trong thời gian của nó. Các ngày tháng kỷ nguyên chỉ áp dụng cho năm 0 — các ngày tháng hiện đại cho thời điểm Mặt Trời đi vào rasi đầu tiên (bắt đầu của năm thiên văn) xảy ra muộn hơn trong lịch Gregory do tuế sai của điểm phân. Các tính toán không bắt đầu với 0 tại khi bắt đầu kỷ nguyên — thay vì thế là số bù của một số ngày (nguyên hay thập phân) nhất định, với giá trị có thể nhiều hơn số ngày của 1 năm, phải được thêm vào trong mọi tính toán, giải thích sự mâu thuẫn của Buddhasakarat biểu kiến. Ở đây năm 544 TCN có phần bù bằng 4 ngày khi bắt đầu kỷ nguyên trong khi năm 543 TCN có phần bù là 369 ngày.